# Шалькхольц
Шалькхольц (нем. Schalkholz) — община в Германии, в земле Шлезвиг-Гольштейн. 
Входит в состав района Дитмаршен. Подчиняется управлению КЛьГ Теллингштедт.  Население составляет 592 человека (на 31 декабря 2010 года). Занимает площадь 12,5 км².